# Annick Melgers
Annick Melgers (* 1. Mai 1999) ist eine niederländische Tennisspielerin.

## Karriere
Melgers spielt vor allem auf der ITF Women’s World Tennis Tour, wo sie bereits zwei Titel im Doppel gewinnen konnte.
Ihr bislang letztes internationale Turnier spielte Melgers im November 2021. Sie wird daher nicht mehr in der Weltrangliste geführt.

## Turniersiege

### Doppel
| Nr. | Datum           | Turnier   | Kategorie   | Belag | Partnerin      | Finalgegnerinnen                          | Ergebnis         |
| --- | --------------- | --------- | ----------- | ----- | -------------- | ----------------------------------------- | ---------------- |
| 1.  | 29. Juni 2018   | Alkmaar   | ITF $15.000 | Sand  | Marina Yudanov | Franziska Kommer Linda Puppendahl         | 7:66, 6:4        |
| 2.  | 17. August 2018 | Oldenzaal | ITF $15.000 | Sand  | Eva Vedder     | Dominique Karregat Eliessa Vanlangendonck | 3:6, 6:2, [11:9] |